# Catherine de Heilbronn
Pour les articles homonymes, voir Heilbronn.
Cet article concerne la captation de la mise en scène de Rohmer. Pour la pièce originale de Kleist, voir La Petite Catherine de Heilbronn.
Pour plus de détails, voir Fiche technique et Distribution.
Catherine de Heilbronn est un téléfilm français réalisé par Éric Rohmer et diffusé sur Antenne 2 en 1980. Il s'agit d'une captation de la mise en scène par Rohmer au Théâtre des Amandiers en 1979 de la pièce La Petite Catherine de Heilbronn (Das Käthchen von Heilbronn) créée à Vienne en 1810 par Heinrich von Kleist.

## Synopsis
Au Moyen Âge, le comte Wetter von Strahl est accusé d'avoir ensorcelé Catherine, la fille de l'armurier de Heilbronn ; le comte tente de se disculper lors de l'interrogatoire de la jeune femme.

## Fiche technique
- Titre original : Catherine de Heilbronn[1],[2]
- Réalisation et scénario : Éric Rohmer d'après la pièce La Petite Catherine de Heilbronn (Das Käthchen von Heilbronn) créée à Vienne en 1810 par Heinrich von Kleist.
- Photographie : Francis Junek
- Montage : Thérèse Sonntag
- Sociétés de production : Antenne 2
- Pays de production :  France
- Langue originale : français
- Format : Couleur - 1,33:1 - Son mono - 35 mm
- Durée : 138 minutes
- Genre : Théâtre filmé
- Date de diffusion :
  - France : 6 août 1980 (Antenne 2)

## Distribution
- Pascale Ogier : Catherine de Heilbronn
- Pascal Greggory : Friedrich Wetter, comte de Strahl.
- Arielle Dombasle : Kunigunde de Thurneck
- Jean-Marc Bory : Theobald Friedeborn
- Marie Rivière : Brigitte